# Future Arena
La Future Arena (portugais : Arena do Futuro) est un équipement sportif temporaire situé à Barra da Tijuca à Rio de Janeiro au Brésil qui est utilisé pour la compétition de handball aux Jeux olympiques d'été de 2016 et de goalball (discipline paralympique). Le tirage au sort des compétitions de handball s'y est déroulé le 29 avril, il s'est ensuivi l'inauguration les 30 avril et 1er mai 2016.
En 2024, la Future Arena a été officiellement entièrement démantelé et utilisée pour la construction de quatre écoles publiques pouvant accueillir 500 élèves chacune,.

Future Arena, structure éphémère
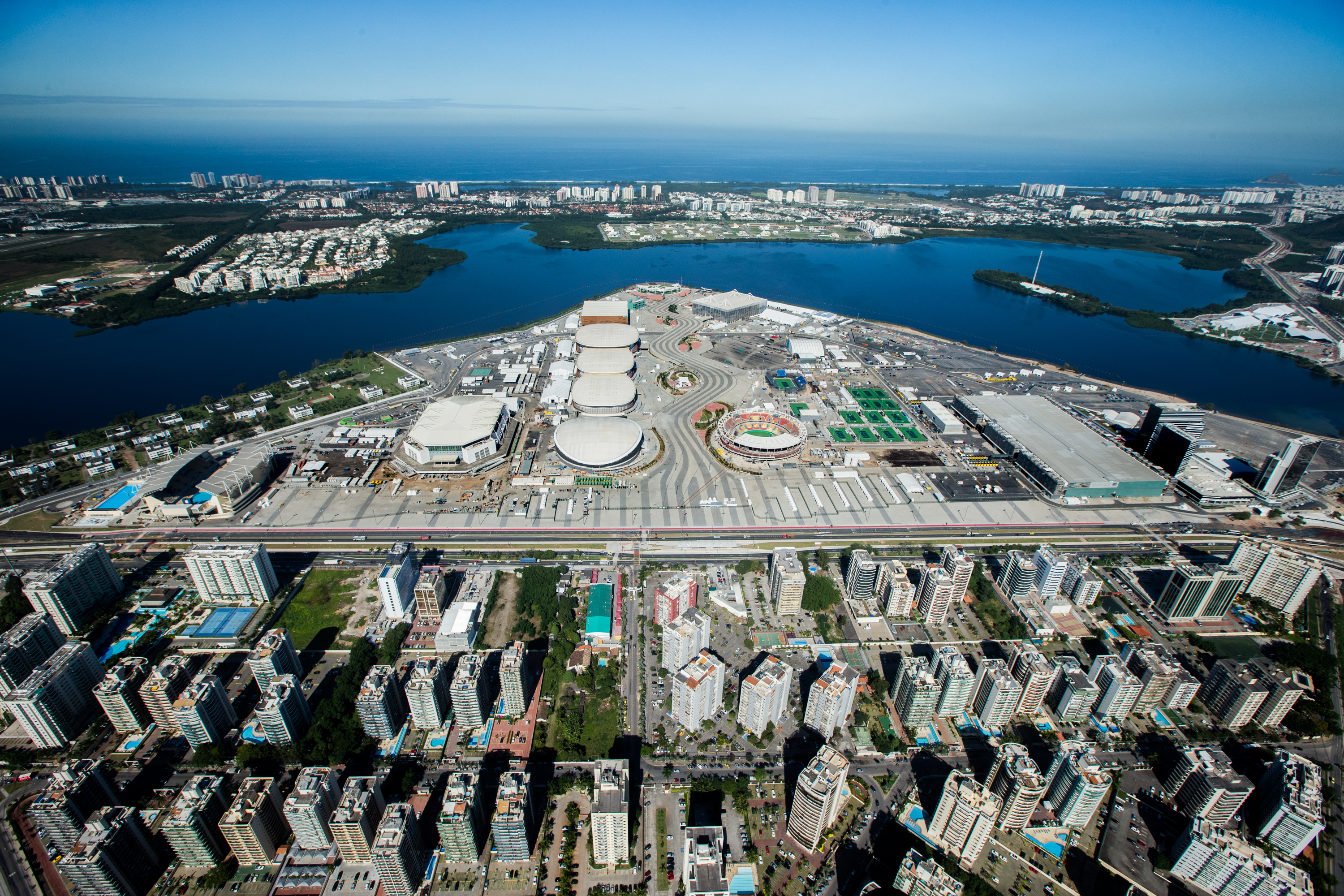
Vue aérienne de la cité olympique, la Future Arena est la structure rectangulaire à bord marron en haut de l'image
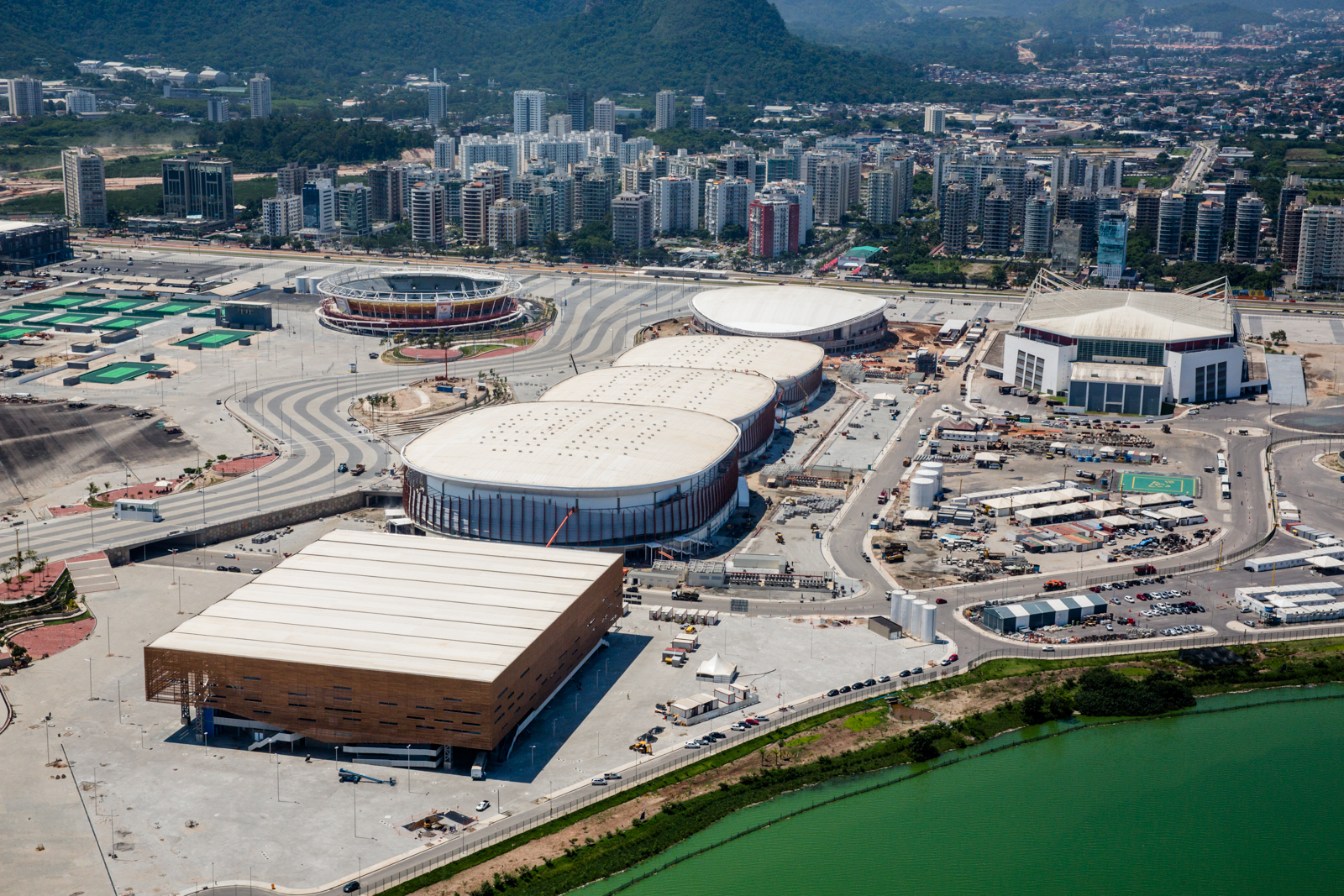
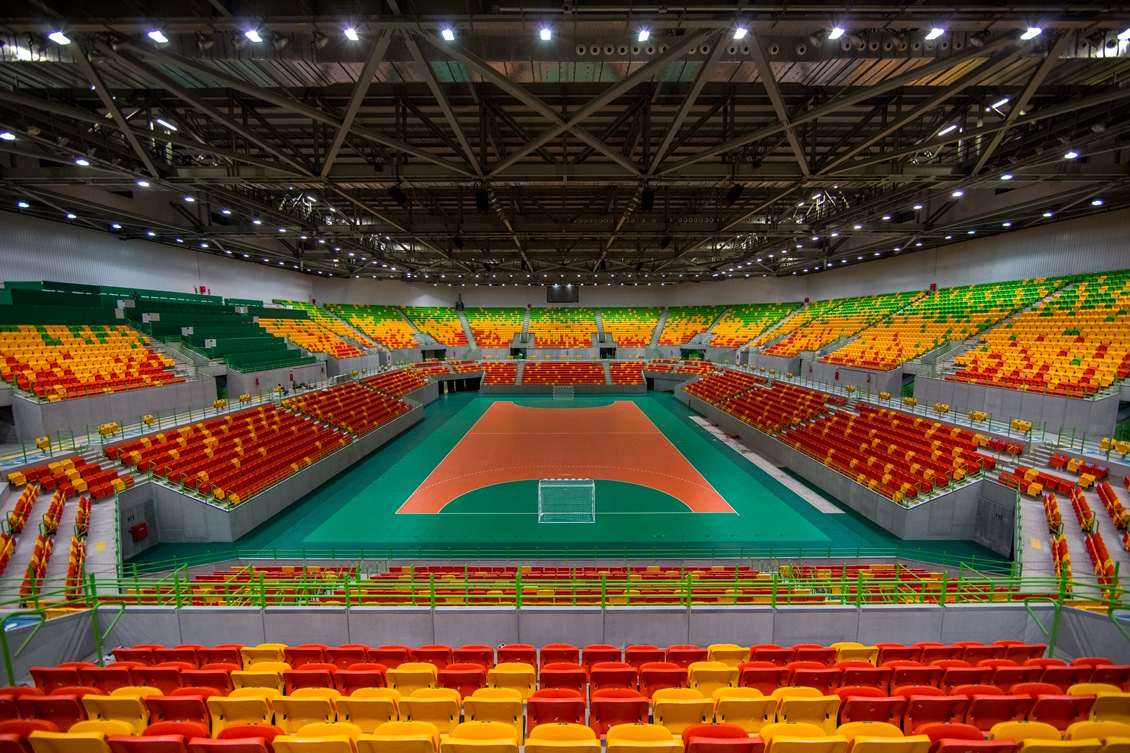
La salle